# One More Cup of Coffee (Valley Below)
One More Cup of Coffee (Valley Below) – piosenka skomponowana przez Boba Dylana, nagrana przez niego w lipcu 1975 r., wydana na albumie Desire w styczniu 1976 r.

## Historia i charakter utworu
Utwór ten został nagrany w Studio E Columbia Recording Studios w Nowym Jorku 30 lipca 1975, Była to czwarta sesja nagraniowa tego albumu. Producentem jej był Don DeVito.
Piosenka ta przywołuje stary Zachód z jego zakurzonymi butami, stęchłą whiskey, smrodliwym dymem cygar, tanim życiem i łatwą śmiercią. Jest narratywną balladą z wpływami hiszpańskimi. Powstała pod wpływem spotkania Dylana z romskim królem podczas jego podróży po Francji w 1976 r.. W swoim wywiadzie z 1991 r. z Paulem Zollo umieszczonym w jego książce Songwriters on Songwriting (...) (1997) Dylan powiedział, że napisał tę piosenkę podczas romskiego festiwalu na południu Francji. 
Po raz pierwszy na koncertach Dylan zaczął wykonywać ten utwór w czasie pierwszej i drugiej tury Rolling Thunder Revue w 1975 i 1976 r. Ponownie znalazła się w jego repertuarze podczas światowego tournée w 1978 r. Po tych tournée Dylan przestał wykonywać „One More Cup of Coffe (Valley Below)” na dziesięć lat. Powrócił do piosenki w 1988 r., gdy rozpoczął swoje pierwsze „Never Ending Tour” i od tej pory wykonywał ją, jednak niezwykle rzadko.   

## Muzycy
Sesja 4
- Bob Dylan - gitara, wokal
- Scarlet Rivera - skrzypce
- Sheena Seidenberg - tamburyn, kongi
- Rob Rothstein - gitara basowa
- Howie Wyeth - perkusja

## Dyskografia
Albumy
- Desire) (1976)
- Masterpieces (1978)
- Bob Dylan at Budokan (1979)
- The Bootleg Series Vol. 5: Bob Dylan Live 1975, The Rolling Thunder Revue (2002)

## Wykonania piosenki przez innych artystów
- Nutz - Hard Nutz (1976)
- Big Fish Ensemble na albumie różnych wykonawców The Times They Are a-Changin', Volume 2 (1994)
- Two Approaching Riders - One More Cup of Coffee (1997)
- Carl Edwards - Coffeehouse Cowboy (1998)
- Gerard Quintana and Jordi Batiste - Els Miralls de Dylan (1998)
- N'dea Davenport na albumie różnych wykonawców Another Day in Paradise (1999) (soundtrack)
- Druha Trava - Czechmate (1999)
- The White Stripes - The White Stripes (1999)
- Andy Hill - It Takes a Lot to Laugh (2000)
- Rolling Thunder - The Never Ending Rehearsal (2000)
- Robert Plant - Dreamland (2002)
- Sertab na albumie różnych wykonawców Masked and Anonymous (2003)
- Chris Duarte - Romp (2003)
- Bic Runga with the Christchurch Symphony - Live in Concert (2003)
- John Wesley Harding, John Brown and Some Wicked Messengers - John Wesley Harding, John Brown and Some Wicked Messengers Play Bob Dylan (2004)
- Cheap Wine - Moving (2004)